# Георг Зигмунд Келлєр
Георг Зигмунд Келлєр (нім. Georg Siegmund Keller; 5 березня 1887, Штутгарт — 20 травня 1961, Вюрцбург) — німецький мовознавець та бібліотекар.

## Біографія
Навчався у гімназії Еберхарда-Людвіга та реальній школі Вільгельма у Штутгарті. З 1907 року відвідував торговельну школу у Лозанні. Восени 1910 року закінчив у Лозанні класичну гімназію зі ступенем бакалавра мистецтв. З 1910 до 1913 навчався в Единбурзькому університеті, де отримав ступінь магістра мистецтв. Жив у Кілі.
Влітку 1914 гостював у маєтку Євгена Чикаленка, зі старшою донькою якого згодом одружився. Подорожував Україною, відвідав Київ, Полтаву, Херсон. 
Після початку Першої світової війни у серпні 1914 року був арештований як німецький підданий, два місяці провів у в'язниці в Пирятині та Полтаві, згодом був висланий до Вологди. У червні 1915 року переведений до Шадрінська, де перебував до осені 1917 року. Після більшовицької революції втік із заслання, до літа 1919 року викладав французьку та англійську мови в Уральському гірському інституті та Пермському університеті. Після заняття Пермі військами Колчака кружним шляхом через Омськ та Північний Льодовитий океан на норвезькому торговому судні дістався Крістіанії, а звідти у жовтні 1919 року повернувся до Кіля.
З 1920 року викладав російську мову та російську літературу, а також польську мову у Кільському університеті. У 1921 року захистив дисертацію на тему "Асиндетон у балто-слов'янських мовах". Цікавився українською народнопоетичною творчістю. З 1926 по 1934 член кураторії Українського наукового інституту у Берліні.
З 1940 року старший бібліотекар, завідувач слов'янського відділу Баварської державної бібліотеки. З 1947 року директор бібліотеки Вюрцбурзького університету, з 1951 року професор там же.